# بجيلة (فرع العدين)

تعديل مصدري - تعديل

بجيلة محلة تابعة لقرية القبقبة، التابعة لعزلة المسيل بمديرية فرع العدين إحدى مديريات محافظة إب في الجمهورية اليمنية، بلغ تعداد سكانها 31 حسب تعداد اليمن لعام 2004.